# Vickers F.B.25
Vickers F.B.25 là một mẫu thử máy bay tiêm kích bay đêm của Anh trong Chiến tranh thế giới I. Nó được thiết kế nhằm tấn công các khí cầu của quân địch.

## Biến thể
F.B.23
F.B.23
F.B.23A
F.B.23B
F.B.25

## Quốc gia sử dụng
Anh Quốc
- Quân đoàn Không quân Hoàng gia

## Tính năng kỹ chiến thuật
Dữ liệu lấy từ War Planes of the First World War:Volume Three Fighters
Đặc điểm tổng quát
- Kíp lái: 2
- Chiều dài: 28 ft 1 in (8,56 m)
- Sải cánh: 42 ft 6 in (12,65 m)
- Chiều cao: 11 ft 11 in (3,38 m)
- Diện tích cánh: 500 ft² (46,5 m²)
- Trọng lượng rỗng: 1.608 lb (731 kg)
- Trọng lượng có tải: 2.454 lb (1.115 kg)
- Động cơ: 1 × Hispano-Suiza kiểu động cơ V-8, làm mát bằng nước, 150 hp (112 kW)

 Hiệu suất bay 
- Vận tốc cực đại: 86 mph (75 knot, 138 km/h) trên độ cao 5.000 ft (1.525 m)
- Thời gian bay: 4 h
- Trần bay: 11.500 ft (3.506 m)
- Lên độ cao 6.000 ft (1.830 m): 11 phút 50 giây
- Lên độ cao 10.000 ft (3.050 m): 27 phút 10 giây

Trang bị vũ khí

- Súng: 1 x pháo 1.59-inch (40 mm) Vickers Q.F. Gun, Mk II